# 錫尼亞克山
48°23′17″N 24°27′36″E / 48.38806°N 24.46000°E

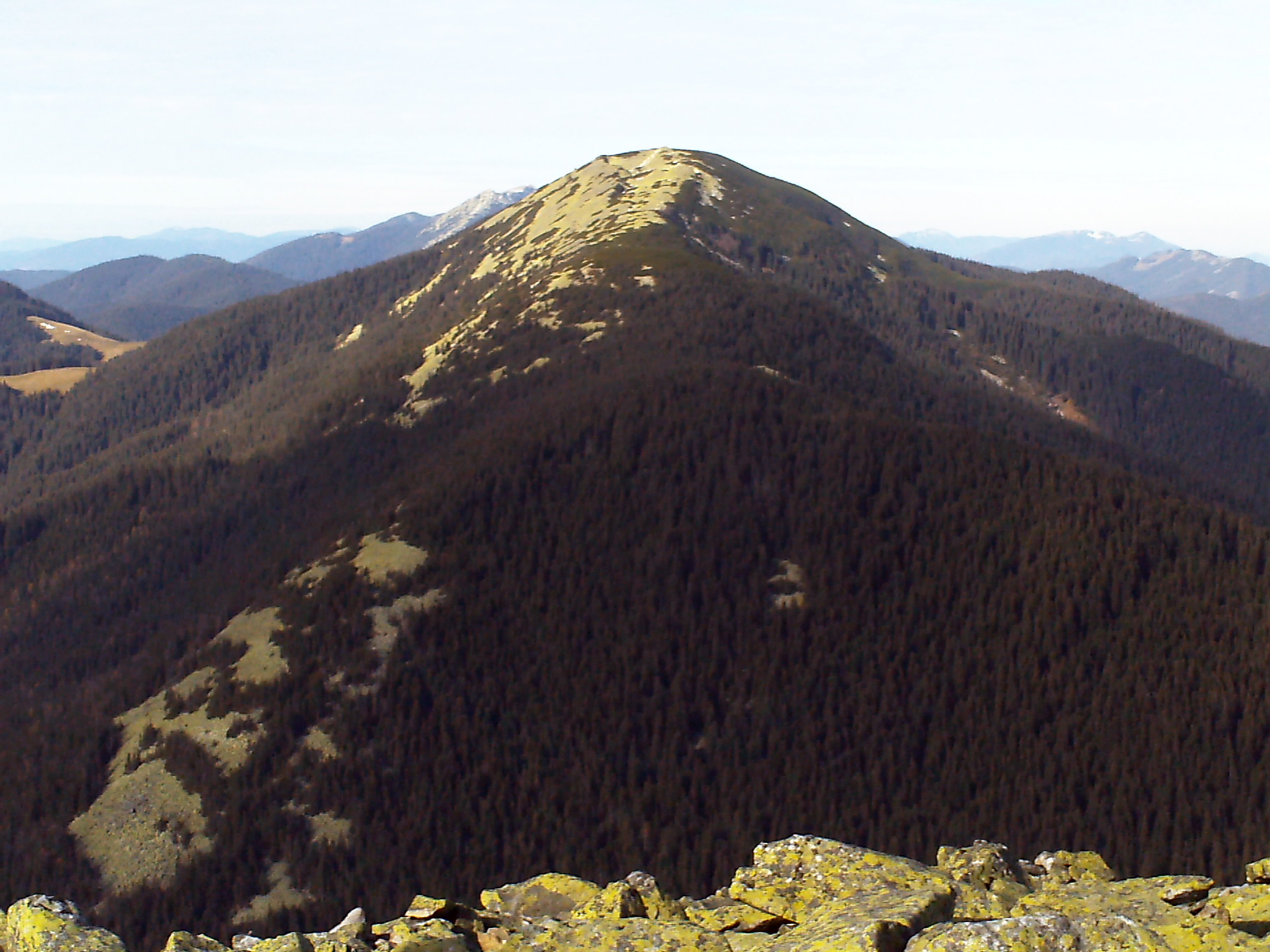

錫尼亞克山是烏克蘭的山峰，位於該國西部伊萬諾-弗蘭科夫斯克州，屬於烏克蘭喀爾巴阡山脈中戈爾加內山脈的一部分，海拔高度1,665米。